# پویبوکی
پویبوکی (به چکی: Pojbuky) یک منطقهٔ مسکونی در جمهوری چک است که در منطقه تابور واقع شده‌است. پویبوکی ۷٫۳۷ کیلومتر مربع مساحت و ۱۲۲ نفر جمعیت دارد و ۶۲۵ متر بالاتر از سطح دریا واقع شده‌است.